# Sinistra Cristiana del Cile
Sinistra Cristiana del Cile (in spagnolo Izquierda Cristiana de Chile, IC) fu un partito politico cileno di orientamento cristiano-sociale operativo dal 1971 al 2013, che rimane però attivo come movimento politico.

## Storia
Sinistra Cristiana fu fondata dalla componente progressista del Partito Democratico Cristiano del Cile, allora guidato dall'ex Presidente Eduardo Frei Montalva, in contrasto con la scelta della dirigenza di collocarsi all'opposizione del governo di Salvador Allende. La nuova formazione politica divenne parte integrante della coalizione Unidad Popular e, alle elezioni parlamentari del 1973, ottenne un seggio alla Camera.
A seguito del colpo di Stato del 1973 rimase all'opposizione del regime fascista-militare di Augusto Pinochet e fu messo al bando. Con il ritorno alla democrazia, tuttavia non ha preso parte alla coalizione di centro-sinistra della Concertación de Partidos por la Democracia formata dallo stesso Partito Democratico Cristiano del Cile, dal Partito Socialista del Cile, dal Partito per la Democrazia e dal Partito Radicale Social Democratico.
Successivamente si alleò col Partito Comunista del Cile e insieme al Partito Umanista dette vita alla coalizione di sinistra Juntos Podemos Más, alternativa sia al centro-sinistra che alla coalizione di centro-destra Alianza por Chile.
Nel 2013 confluì in Sinistra Cittadina, partito politico dissoltosi nel 2018.
Sinistra Cristiana rimane però attiva come movimento politico, partecipando anche alla coalizione Chile Digno.